# Teodoro di Samo
Teodoro di Samo (Samo, VI secolo a.C. – VI secolo a.C.) è stato uno scultore, architetto e toreuta greco antico, attivo intorno alla metà del VI secolo a.C.

## Biografia
È ricordato come figlio di Telecle di Samo da Erodoto, la fonte cronologicamente più vicina; altre fonti (Diodoro Siculo e Diogene Laerzio) lo dicono figlio di Reco, il quale poteva appartenere alla stessa famiglia ed esserne un parente più anziano. Gli si attribuisce il perfezionamento della tecnica di fusione di statue di grandi dimensioni in bronzo, la quale sostituì in gran parte la più antica tecnica dello sphyrelaton (Pausania, VIII, 14.8; X, 38.6).
Le fonti relative alla collaborazione tra Reco e Teodoro per la costruzione del tempio di Era a Samo (l'edificio talvolta nominato "labirinto", per la "foresta" di colonne ioniche che circondavano la cella) sembrano consistenti: ne scrivono Plinio (Nat. hist., XXXIV, 83; XXXVI, 90) e Vitruvio (VII, pref. 12). Quest'ultimo tramanda la notizia dell'esistenza di un trattato relativo a tale edificio, che egli definisce erroneamente dorico, scritto dai due artefici.
La presenza di Teodoro ad Efeso per la costruzione dell'Artemision è tramandata da Diogene Laerzio, mentre Pausania gli attribuisce una costruzione chiamata skias, un luogo per le assemblee, eretta a Sparta (Paus., III, 12.10).
Erodoto attribuisce a Teodoro l'anello di Policrate (III, 41), un oggetto in oro e smeraldo che il tiranno di Samo considerava come l'oggetto più prezioso in suo possesso, e un cratere d'argento dedicato dal re Creso a Delfi (I, 51). Queste notizie ed altre simili rimandano all'importanza, tramandata nel tempo, che dovette avere l'arte della toreutica nel lavoro di Teodoro.
Allo stesso modo una fama di particolare ingegnosità dovette giungere tramite le fonti a Plinio che gli attribuì numerose innovazioni tecniche (Nat. hist., VII, 198).